# 컴에어 (미국)
컴에어(영어: Comair)는 미국의 지역 항공사로 본사는 미국 켄터키주 본 카운티에 위치해 있으며 1977년에 설립했다. 또한 사용하고 있는 허브 공항으로 신시내티 노던캔터키 국제공항이 있으며 계열사는 미국의 항공사인 델타 항공이 있다.

## 역사
1977년 3월 신시내티에서 설립해 정규 노선을 운항하기 시작했다. 1981년 7월에 자금을 마련하기 위해 주식을 상장했다. 1984년 델타 커넥션에 참여했고 델타 항공은 1986년 7월 주식 20%를 취득한데 이어 1999년 10월 22일에 완전히 인수해 자회사로 편입했다. 2001년 3월에 조종사들이 파업을 실시해 항공편이 결함되었고 새로운 계약이 합의되면서 89일만에 종료되었다. 하지만 2004년에 크리스마스 주말에 1160편을 결항해 3만명의 이용객이 불편을 겪었다. 항공편 취소 원인은 기록적인 폭설과 소프트웨어의 결함으로 눈보라로 인해 고속도로가 폐쇄되었고 배송이 불가능 했기 때문에 모든 항공편이 결항했다. 2005년 9월 14일, 모기업인 델타 항공이 제 11장 파산 절차를 신청에 파산에 몰리면서 7000만 달러의 비용 절감을 발표했다. 한편 2012년 7월 델타 커넥션의 구조 조정으로 전편이 중지된다고 발표했다. 주로 50석 이하의 항공편을 줄이는 것인데 같은 해 9월에 델타 항공에 합병이 되었다. 당시 100대의 노후된 비행기를 보유하고 있었으나 전 비행기를 교체되지 않았다.

## 보유 기종
- 2012년 1월 기준으로 컴에어는 다음과 같은 기종을 보유하고 있다.[4]

| 기종              | 대수 | 승객 | 승객 | 승객 | 비고 |
| 기종              | 대수 | F    | Y    | 합계 | 비고 |
| ----------------- | ---- | ---- | ---- | ---- | ---- |
| 봄바디어 CRJ100ER | 2    | 0    | 50   | 50   |      |
| 봄바디어 CRJ700ER | 2    | 9    | 56   | 65   |      |
| 봄바디어 CRJ900ER | 3    | 12   | 64   | 76   |      |
| 합계              | 7    |      |      |      |      |

## 같이 보기
- 미국의 없어진 항공사 목록

## 사진

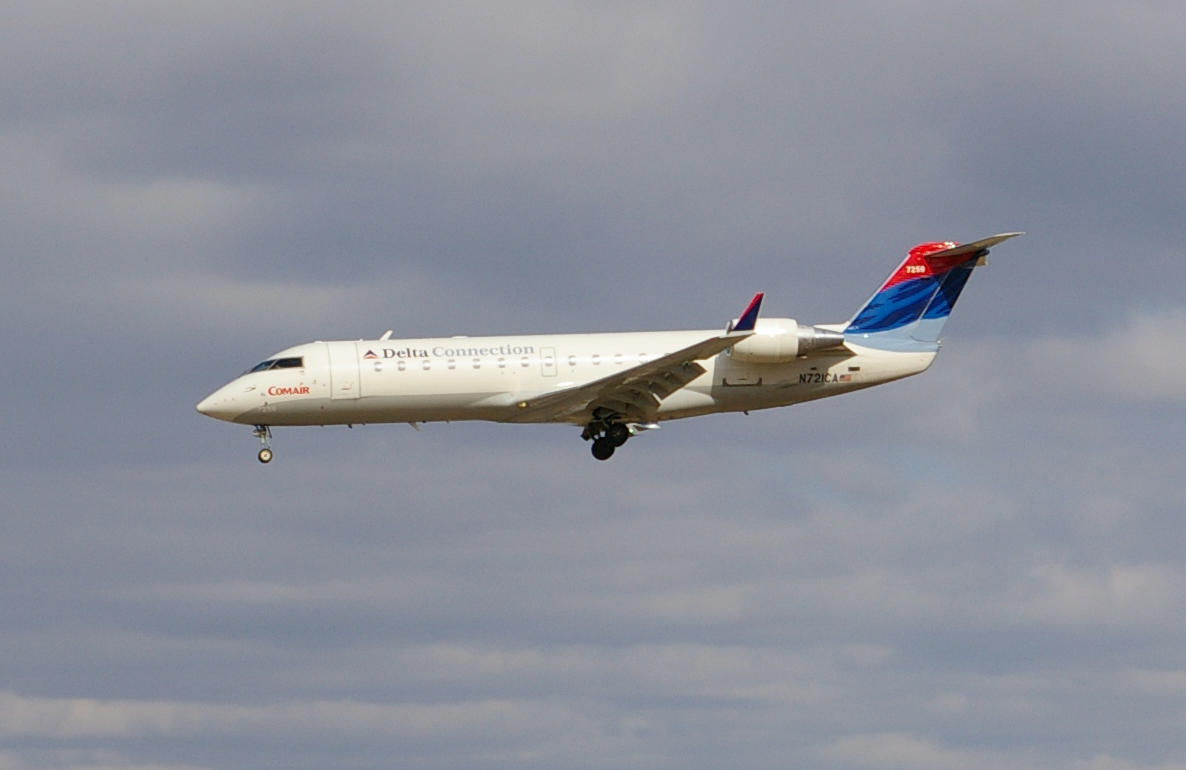
컴에어의 봄바디어 CRJ700ER 구도색
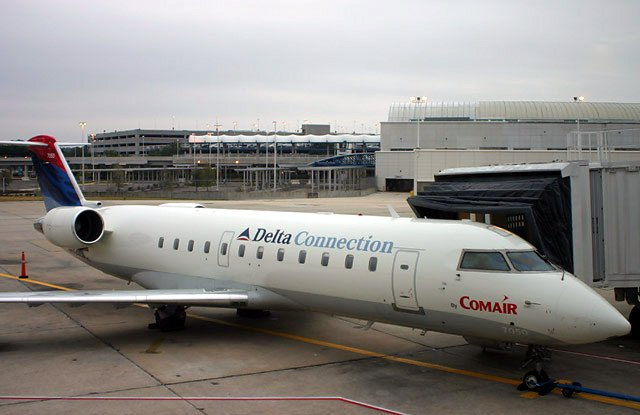
컴에어의 봄바디어 CRJ700ER 구도색
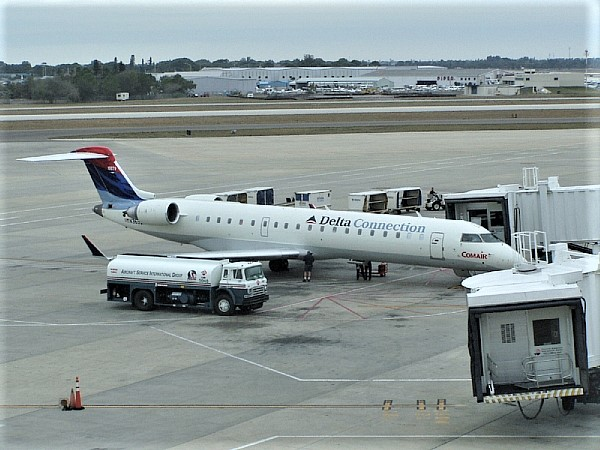
컴에어의 봄바디어 CRJ900ER 구도색